# André Bruno de Frévol de Lacoste
André Bruno Frévol, conde de Lacoste, (Pradelles, Francia, 14 de junio de 1775 - Zaragoza, España, 1 de febrero de 1809) fue un general francés de la Revolución y el Imperio, fallecido durante el segundo sitio de Zaragoza.

## Biografía
Entró en servicio en 1793, como adjunto a las fortificaciones en las plazas fuertes del norte; después pasó a teniente del ejército del Pirineo-Occidental. De 1798 a 1801, participó en la campaña de Egipto y fue nombrado capitán el 10 de marzo de 1799, antes de ser herido durante el asedio de Acre. El 22 de abril de 1801 fue nombrado jefe de batallón. De regreso a Francia en noviembre de 1801, fue destinado el 22 de diciembre a la guarnición de Mantua y participó en el asedio de Gaeta en febrero de 1806. Fue nombrado caballero de la Legión de Honor el 4 de mayo de 1806. El 15 de agosto de la mismo año fue nombrado coronel de ingenieros y el 16 de octubre se le entregó el mando de los ingenieros del 7.º cuerpo del ejército.
Lacoste tomó las funciones de ayuda de campo del Emperador el 11 de febrero de 1807. Participó en el asedio de Dantzig y fue promovido a oficial de la Legión de Honor el 26 de marzo de 1807. Herido en la batalla de Friedland el 14 de junio de 1807, fue nombrado caballero de la Orden militar de San Enrique de Sajonia el 10 de julio de 1807; caballero de la Orden de la Corona de Hierro el 31 de marzo de 1808 y conde del Imperio el 29 de junio de 1808. Fue promovido a general de brigada de ingenieros el 28 de agosto de 1808 y falleció el 1 de febrero de 1809 durante el segundo sitio de Zaragoza, donde mandaba a los ingenieros del 3.er cuerpo del ejército.

## Homenajes y recuerdos
Forma parte las 660 personalidades a tener su nombre grabado bajo el arco de triunfo de la Estrella. Aparece en el pilar oeste, números 38 y 39, como LACOSTE. 

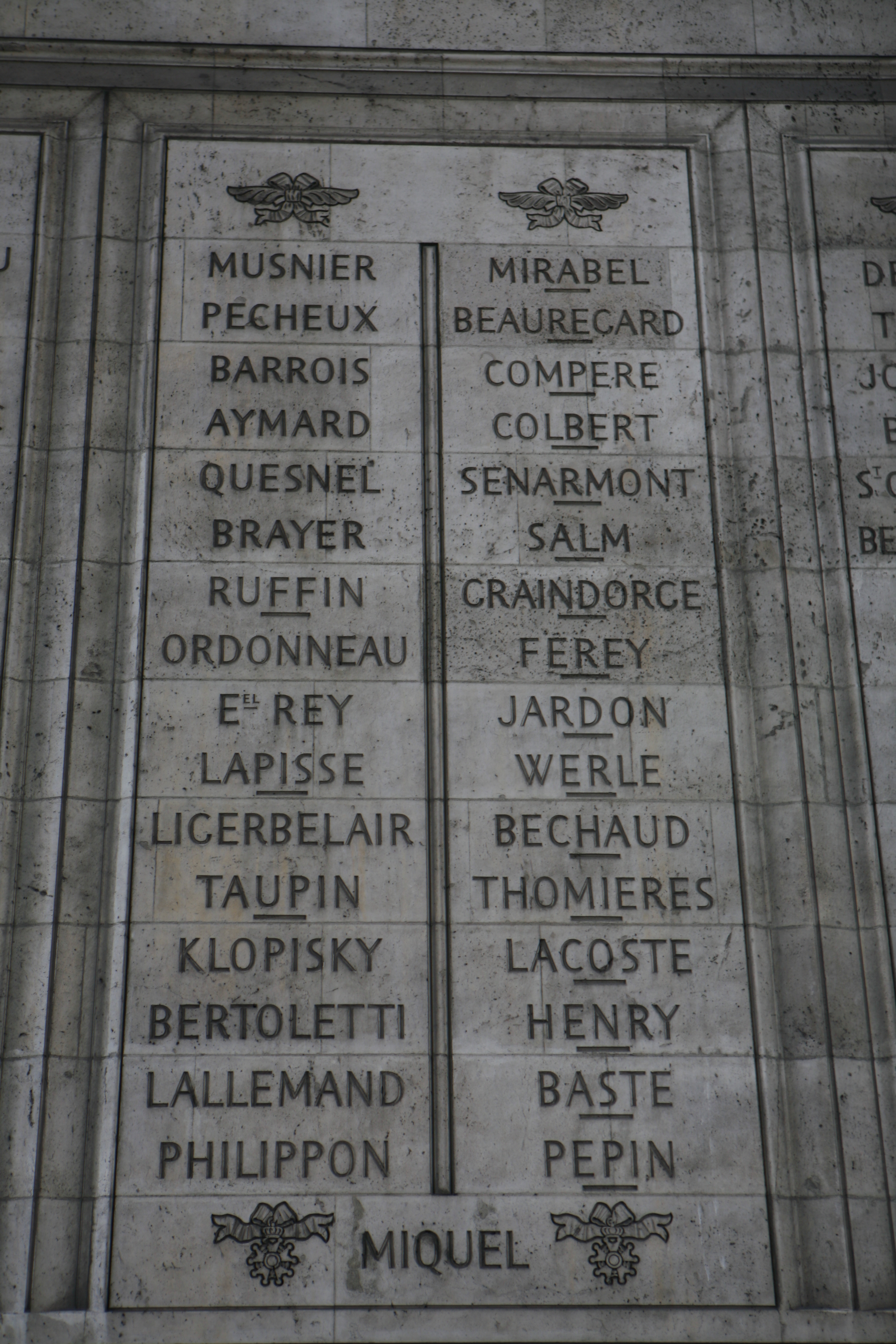
Nombres grabados bajo el arco de triunfo de la Estrella: pilar oeste, 37.º y 38.º .
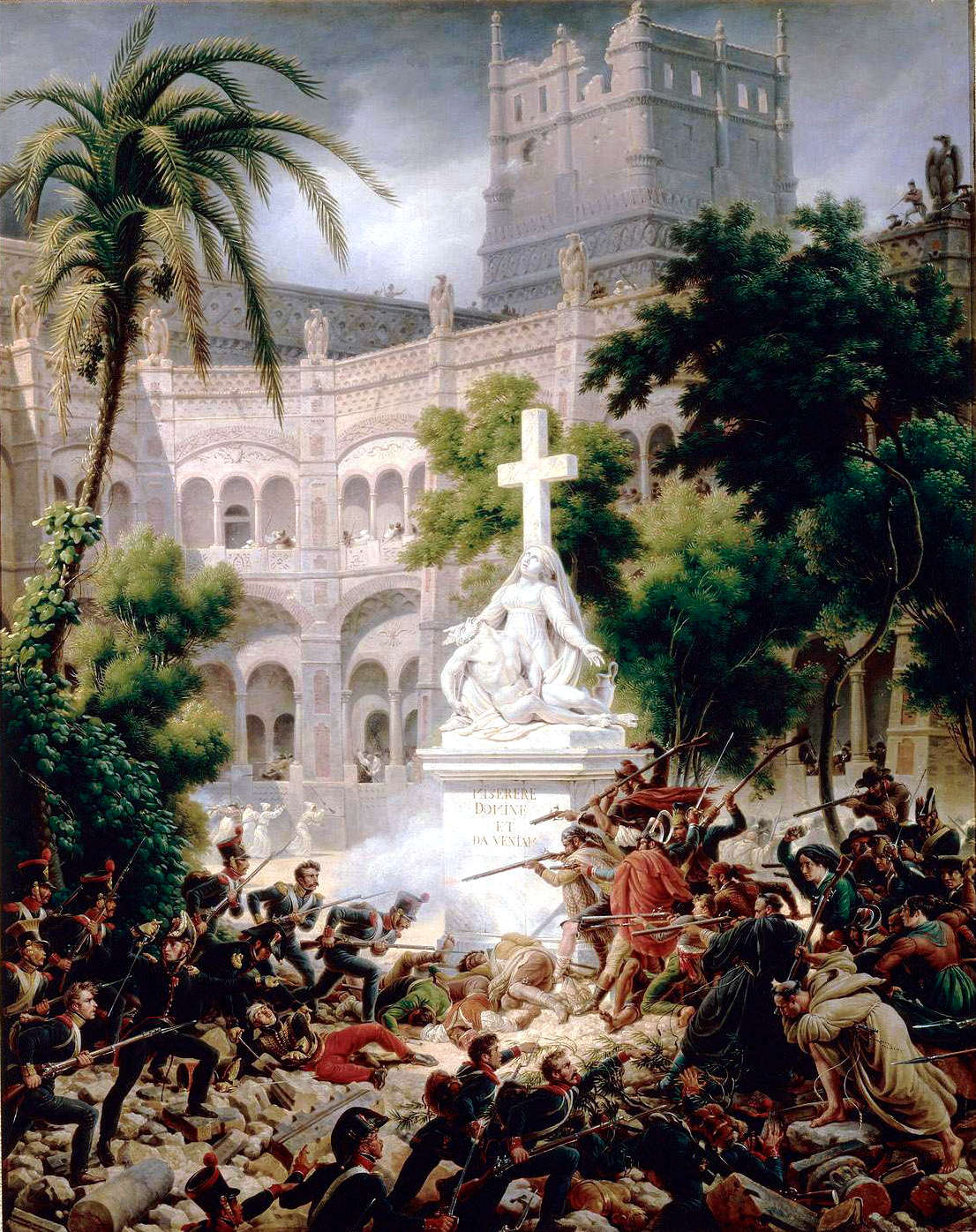
Episode du siège de Saragosse : assaut du monastère de Santa Engracia, le 8 février 1809 por Louis-François Lejeune.[nota 1]
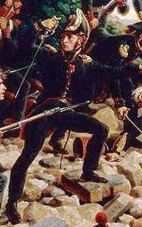
Detalle del cuadro con la imagen de Lacoste.
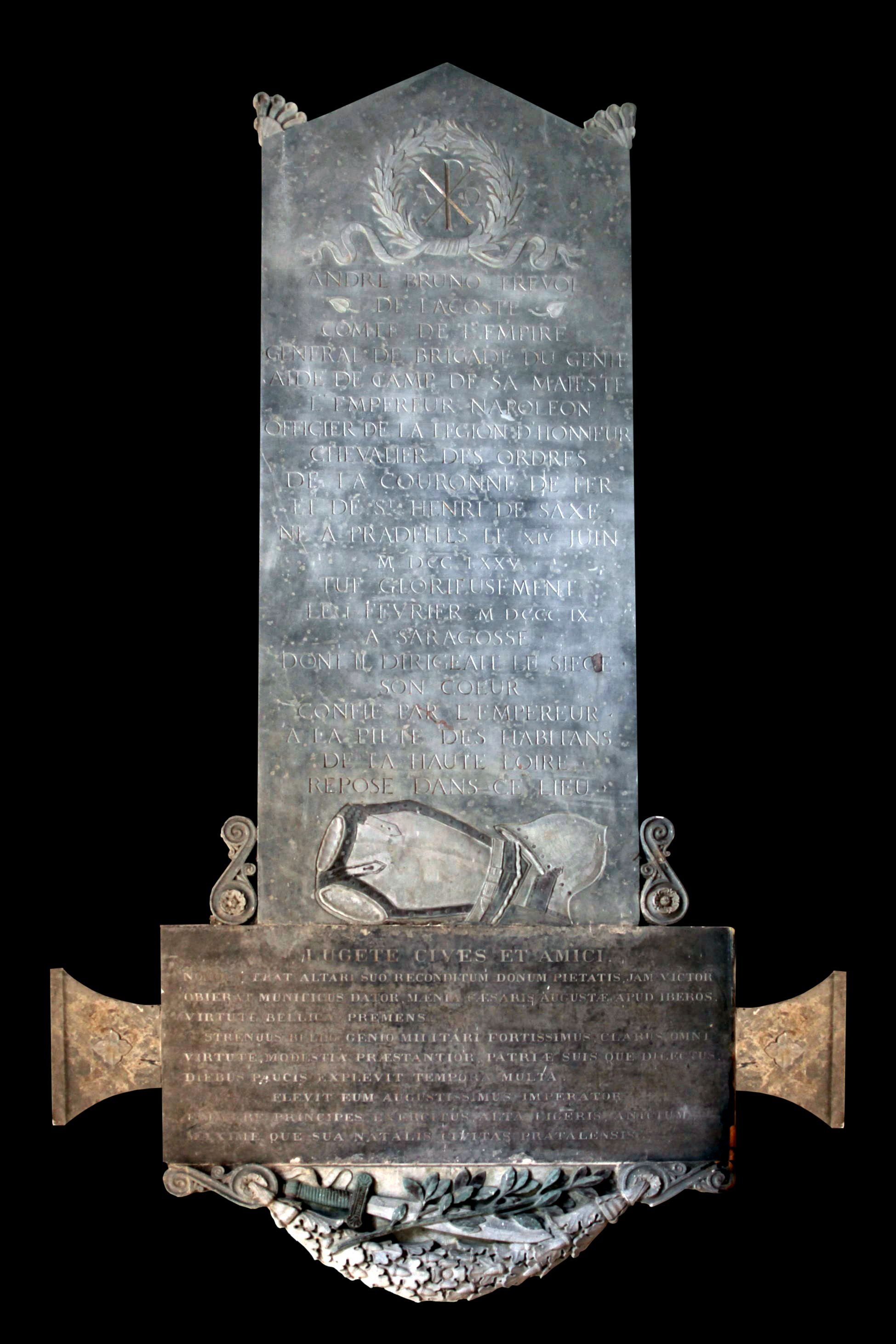
Placa conmemorativa a Frévol de Lacoste en la iglesia de Pradelles.
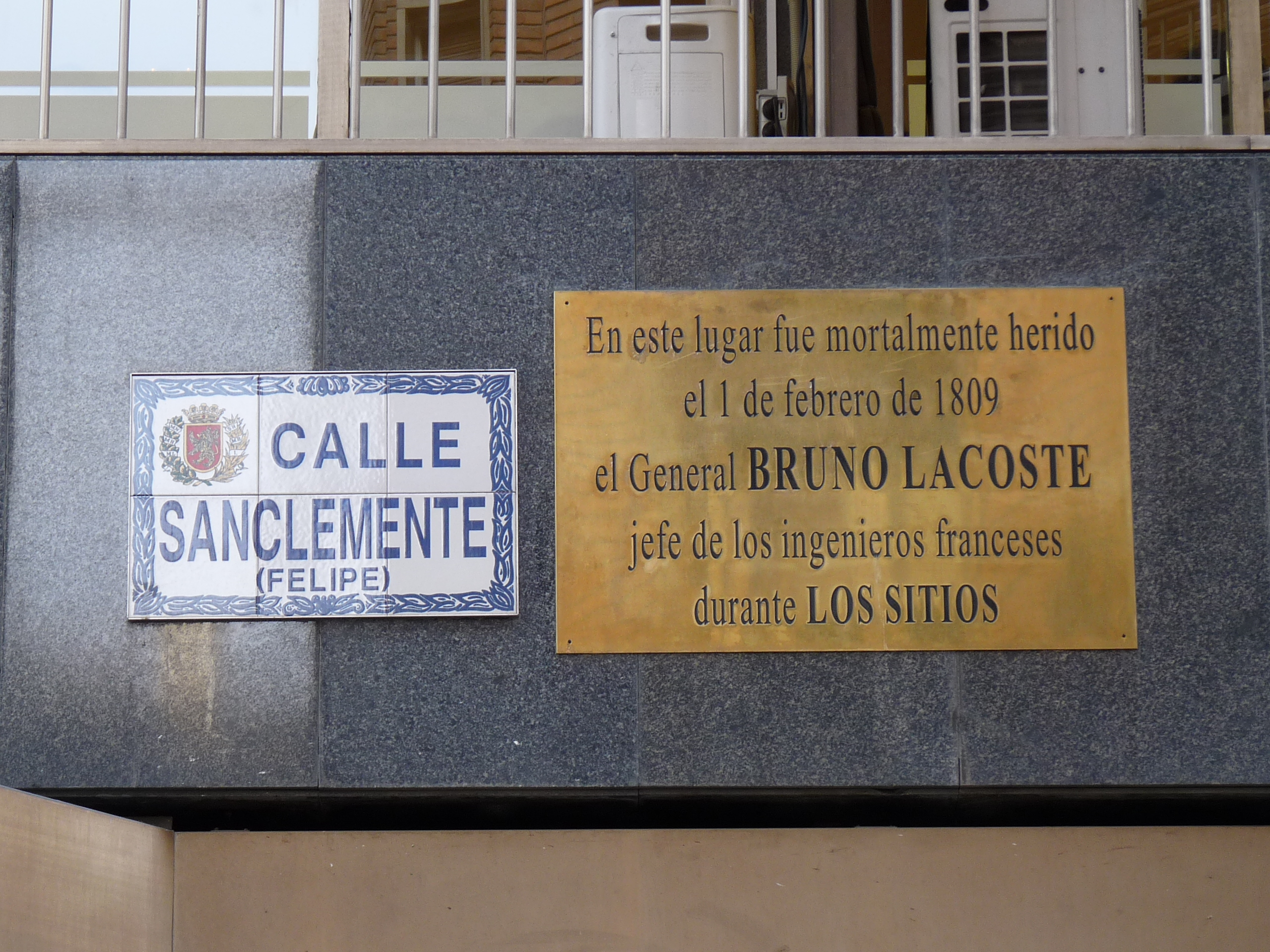
Placa conmemorativa en el lugar de su muerte, en la calle de Felipe Sanclemente, en Zaragoza 41°38′59″N 0°52′55″O / 41.64973329408646, -0.8819784845256439